# Пуччи, Эмилио
Эмилио Пуччи, маркиз ди Барсенто (итал. Emilio Pucci, Marchese di Barsento; 20 ноября 1914[…], Неаполь — 29 ноября 1992, Флоренция) — итальянский модельер, пик популярности которого пришёлся на 1950—1960-е годы.

## Биография
Родился в Неаполе в состоятельной аристократической семье. Готовился к дипломатической карьере. Два года учился в Миланском университете, затем продолжил обучение в США, в Университете Джорджии. В 1939 году получил степень магистра общественных наук в Рид-колледже, после чего вернулся в Италию и получил докторскую степень по политическим наукам во Флорентийском университете.
Был спортивным человеком: занимался плаванием, теннисом, участвовал в автомобильных гонках, был в лыжной команде Италии на Олимпийских играх 1932 года. Во время Второй мировой войны, с 1941 года, служил в итальянской армии — был пилотом бомбардировщика. После окончания войны продолжал военную службу до 1948 года, дослужившись до звания капитана.

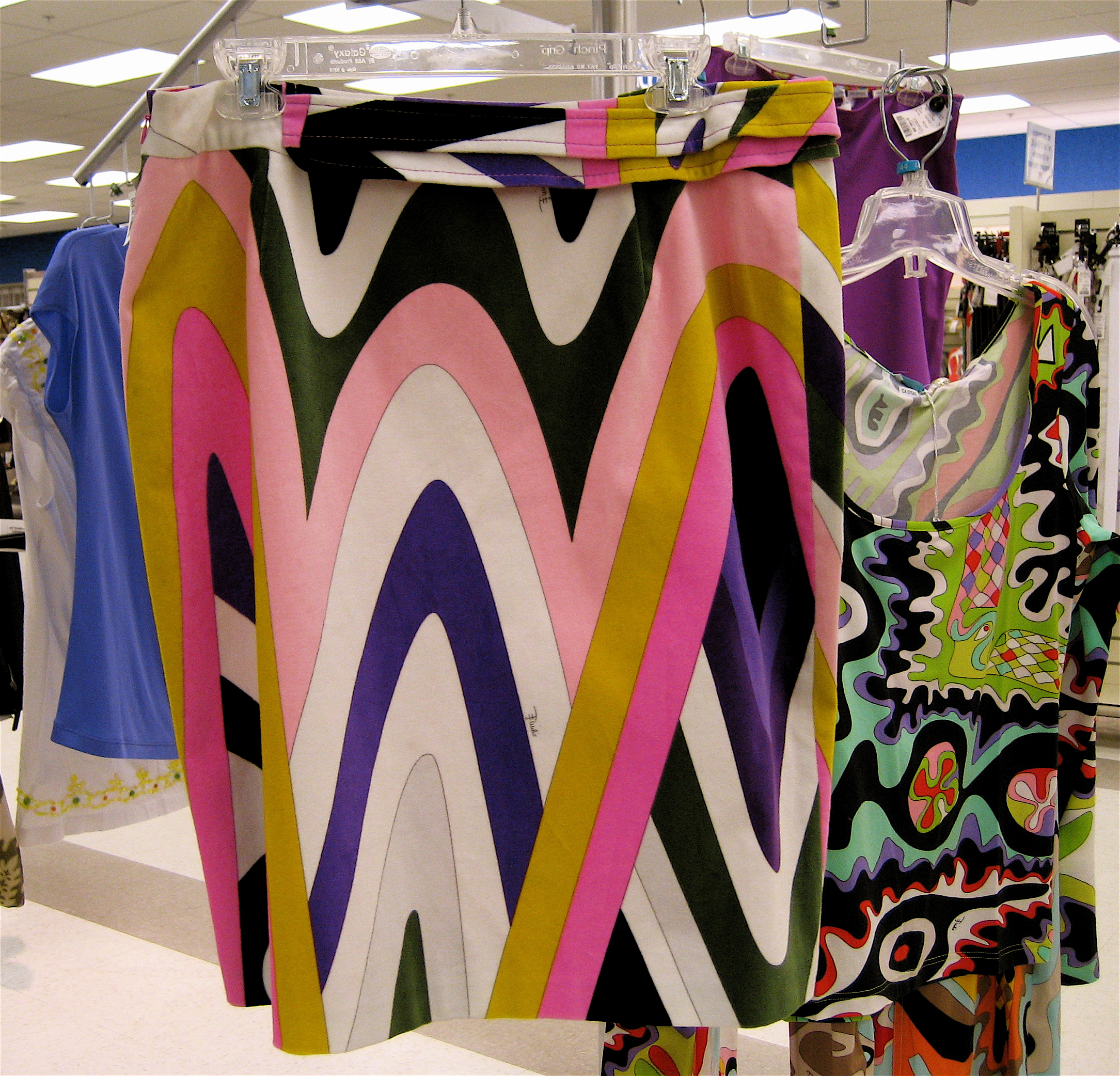
Юбка и платье с узором Pucci

В 1948 году, находясь на горнолыжном курорте, Пуччи, одетый в сшитый на заказ лыжный костюм из эластичной ткани, привлёк внимание фотографа Тони Фрайзела. После появления фотографии Пуччи на страницах модного журнала Harper’s Bazaar, к нему стали поступать коммерческие предложения от американских компаний — однако Пуччи решил самостоятельно производить лыжную форму. В 1950 году выпустил первую коллекцию спортивной одежды.
Пуччи жил и работал в палаццо Пуччи во Флоренции. Начав со спортивной одежды, он перешёл к женской одежде — сначала стал производить шёлковые шарфы с необычным ярким узором, а затем блузки и платья из шантунга. Быстро набрав популярность, в 1950-е годы он стал одним из самых известных итальянских модельеров. В 1960-е годы его шёлковые платья с набивным рисунком из 16 цветов носили такие знаменитости, как Элизабет Тейлор, Лорен Бэколл, Джина Лоллобриджида и Жаклин Кеннеди Онассис.
В дополнение к верхней одежде, Пуччи изготавливал нижнее бельё, купальники и трикотаж, а также мужские и женские аксессуары и другие предметы с его фирменным узором, включая обои и керамику. Будучи лётчиком, он первым из модельеров начал сотрудничать с авиакомпаниями, разработав яркую и менее формальную униформу для авиакомпании Braniff International Airways.
Пуччи получил много наград в области моды, таких как Neiman Marcus Fashion Award (1954) и Harper’s Bazaar Medallion.
Кроме дизайнерской карьеры Пуччи сделал и политическую: член Либеральной партии, в течение двух сроков в 1963—1972 годах он представлял Флоренцию в Палате депутатов Италии, затем исполнял должность городского советника.
У Эмилио Пуччи и его жены есть сын Алессандро и дочь Лудомиа.
Интерес к стилю Pucci вернулся в 1980-е и ранние 1990-е годы.

## Наследие
В 1950-годах «основными источниками вдохновения для принтов бренда были отпечатанные на одежде и прежде всего платках популярные богемные направления зимнего и летнего отдыха (например, остров Капри, курорты Тирренского моря и горнолыжные курорты Корвилья, Червиния, Абетоне, Сестьере, Кортина), относящиеся к природному и нематериальному наследию. Среди других менее значимых, но уже материальных источников вдохновения Эмилио Пуччи этого периода — искусство Ренессанса и памятники Флоренции, Палио в Сиене, исторические традиционные сицилийские мотивы».
В университете Paris IV Sorbonne была защищена научная работа по исследованию принтов Эмилио Пуччи (автор-исследователь: Светлана Затюпа).